# Konzertierte Aktion (Wirtschaft)
Eine Konzertierte Aktion ist ursprünglich in der Wirtschaftspolitik das abgestimmte Verhalten zwischen Bund und Ländern und der Deutschen Bundesbank einerseits sowie Gewerkschaften und Unternehmensverbänden andererseits insbesondere über die künftige Lohnpolitik der Tarifparteien.

## Allgemeines
Erstmals wurde von einer konzertierten Aktion gesprochen, um den Abstimmungsprozess der Interessen zwischen unterschiedlichen wirtschaftspolitischen Akteuren, um unter Hintanstellung divergierender kurzfristiger oder nachrangiger Zielsetzungen ein mittel- oder langfristig besseres Gesamtergebnis zu erreichen.
Insbesondere die Ziele der Interessengruppen der Arbeitgeber und Arbeitnehmer divergieren untereinander und können auch zu Interessenkonflikten mit der Wirtschaftspolitik der Regierung führen. So können über der Arbeitsproduktivität liegende Lohnerhöhungen die Lohn-Preis-Spirale in Gang setzen und somit das ökonomische Staatsziel der Preisniveaustabilität gefährden, ohne dass der Staat in die Tarifautonomie der Tarifparteien eingreifen könnte, um die ihm auferlegten Staatsziele erfüllen zu können.

## Geschichte
Die Idee zur „konzertierten Aktion“ entstammt dem zweiten Gutachten des Sachverständigenrates vom Dezember 1965, worin er einen Sozialpakt (französisch contrat social) als Abstimmung des Verhaltens von Bund, Ländern und Gemeinden, der Bundesbank und der Sozialpartner empfiehlt. Im Stabilitätsgesetz (StabG) vom Juni 1967 wurde diese „konzertierte Aktion“ aufgegriffen und eine turnusmäßige Abstimmung von Bund, Ländern und Gemeinden (als Träger des Staatsverbrauchs und der staatlichen Investitionsgüternachfrage), der Bundesbank (als Träger der Geldpolitik) und der Sozialpartner (Arbeitgeber als Träger der privaten Investitionen, Arbeitnehmer als Träger des privaten Verbrauchs) herbeigeführt.
Die erste Sitzung fand am 20. Februar 1967 statt. Auf weiteren Sitzungen waren die Lohnleitlinien als Bestandteile der Jahreswirtschaftsberichte der Bundesregierung ein umstrittenes Gesprächsthema. Im Jahre 1977 verließen die Gewerkschaften nach 40 Versammlungen die kooperative Gesprächsrunde, weil neun Unternehmen und 30 Arbeitgebervereinigungen im Mai 1976 Verfassungsbeschwerde gegen das Mitbestimmungsgesetz beim Bundesverfassungsgericht eingelegt hatten. Zudem gab es Konflikte zwischen Bundesbank und Arbeitgeberverbänden auf der einen und den Gewerkschaften auf der anderen Seite. Deshalb blieb der DGB einer Sitzung im Juli 1977 fern. Auf dem DGB-Kongress im Mai 1978 wurde aus der vorläufigen eine endgültige Absage. Im Juli 1985 und Oktober 1985 kam es zu Dreier-Runden ohne Gewerkschaften.
Im Juli 2022 wurde die konzertierte Aktion im Hinblick auf eine drohende Energie- und Wirtschaftskrise und Inflation wiederbelebt.

## Inhalt
Das Stabilitätsgesetz (StabG) gibt in § 1 StabG vor, dass Bund und Länder bei ihren wirtschafts- und finanzpolitischen Maßnahmen die Erfordernisse des gesamtwirtschaftlichen Gleichgewichts zu beachten haben. Die Maßnahmen sind danach so zu treffen, dass sie im Rahmen der marktwirtschaftlichen Ordnung gleichzeitig zur Preisniveaustabilität, zu einem hohen Beschäftigungsstand und außenwirtschaftlichem Gleichgewicht bei stetigem und angemessenem Wirtschaftswachstum beitragen müssen. Das StabG fordert mithin die gleichzeitige Einhaltung dieser ökonomischen Staatsziele, die teilweise untereinander jedoch mindestens einem Zielkonflikt unterliegen. 
Die Einhaltung einiger Ziele kann zudem durch Bund und Länder im Rahmen ihrer Konjunkturpolitik nicht alleine sichergestellt werden, weil insbesondere Preisniveaustabilität und Beschäftigungsstand auch durch die Lohn- und Personalpolitik der Gewerkschaften und Unternehmensverbände beeinflusst werden. Deren Tarifautonomie wird durch § 1 StabG nicht angetastet. Um auch diese Interessengruppen einzubeziehen, sieht § 3 StabG vor, dass im Falle der Gefährdung eines der ökonomischen Staatsziele die Bundesregierung Orientierungsdaten für ein gleichzeitiges aufeinander abgestimmtes Verhalten („konzertierte Aktion“) der Gebietskörperschaften, Gewerkschaften und Unternehmensverbände zur Erreichung der Ziele des § 1 StabG zur Verfügung stellt. Damit ist die „konzertierte Aktion“ ein Rechtsbegriff. Die Teilnahme der Interessenverbände ist freiwillig; das StabG macht keine Angaben darüber, in welcher Form die konzertierte Aktion zu institutionalisieren ist.

## Wirtschaftspolitik ab 1967
Mit dem Sturz Ludwig Erhards wurde der Ordoliberalismus in der Bundesrepublik zunächst beendet und die Politik orientierte sich vorübergehend stärker an keynesianischen Ideen, die bereits seit längerem in den Vereinigten Staaten und anderen Ländern praktiziert wurden. Dies kam zunächst vor allem in dem Versuch einer Globalsteuerung der gesamtwirtschaftlichen Nachfrage zum Ausdruck. In Deutschland flossen derartige Vorstellungen der SPD in das im Mai 1967 verabschiedete Stabilitäts- und Wachstumsgesetz ein. Entgegen der keynesianischen Folgerungen ließ es jedoch die Handlungsautonomie der Bundesbank völlig unangetastet.
Stattdessen sollte eine Abstimmung (Konzertierung) des makroökonomisch relevanten Verhaltens zwischen Regierung, Gebietskörperschaften, Gewerkschaften und Bundesbank durch aufeinanderfolgende Gesprächsrunden bewirkt werden. Ziel war es, einen hohen Beschäftigungsstand, Preisstabilität und ein angemessenes Wirtschaftswachstum zu erreichen. Wirtschaftsminister Karl Schiller sprach vom „Tisch der gesellschaftlichen Vernunft“. Am 14. Februar 1967 trat erstmals eine entsprechende informelle Gesprächsrunde zusammen.
Trotz eines Anfangserfolgs konsolidierte sich die Konzertierte Aktion nicht zu einer dauerhaften korporatistischen Einrichtung. Für die Arbeitgeberverbände und Bundesbank verblieb sie ein unverbindliches Diskussionsforum, in welchem die Spitzenverbände ihre divergierenden Einschätzungen der gesamtwirtschaftlichen Situation austauschten. Für die Gewerkschaften mit ihrer eher dezentralen Struktur von Einzelgewerkschaften und ihrem in der Bundesrepublik vergleichsweise niedrigen Organisationsgrad stand die Tarifautonomie auf dem Spiel. Ebenso befürchteten sie eine Einschränkung ihres Handlungsspielraums zur Vertretung der wirtschaftlichen Interessen ihrer Mitglieder. In den ersten Jahren sahen sich die Gewerkschaften zur Lohnzurückhaltung veranlasst, und die Bundesbank kehrte zu einer weniger restriktiven Geldpolitik zurück. Nachdem aber die Unzufriedenheit der Beschäftigten sich in zwei Wellen wilder Streiks (September 1969 und 1973) kundgetan hatte, verlor die Konzertierte Aktion an Bedeutung und endete 1977/78 ganz. 

## Kritik
Die konzertierte Aktion ist im Sinne der Ordnungspolitik umstritten, denn sie versucht, Löhne und Preise zu manipulieren und nicht dem Preismechanismus (Lohn-Preis-Spirale) und den Tarifverhandlungen zu überlassen. Sie ist ein Makrokorporatistischer Versuch, unterschiedliche Interessen im Sinne der Volkswirtschaft anzugleichen. Es fehlte der konzertierten Aktion an Entscheidungskompetenz, es tauchten wachsende Diskrepanzen zwischen den Interpretationen der Wirklichkeit durch die Beteiligten auf.

## Begriff und heutiger Sprachgebrauch
Bei einem Konzert (von lat. conserere „zusammenfügen“) musizieren die Musiker bzw. die Instrumentengruppen aufeinander abgestimmt – in klassischen Konzerten nach Vorgabe eines Dirigenten, sie präsentieren somit gemeinsam und in Absprache eine konzertierte Aktion. Ist heutzutage von einer konzertierten Aktion in Politik und Wirtschaft die Rede, gehen die Beteiligten nach einem zuvor miteinander vereinbarten Plan ans Werk. 

## Abgrenzungen
Die konzertierte Aktion im Gesundheitswesen und das Bündnis für Arbeit, Ausbildung und Wettbewerbsfähigkeit haben ebenfalls ökonomische und die gesamte Volkswirtschaft betreffende Auswirkungen, sind jedoch fachlich von der konzertierten Aktion zu trennen. Das „Bündnis für Arbeit“ sollte durch korporatistische Abstimmung zwischen Staat, Arbeitgeberverbänden und Gewerkschaften sicherstellen, was jedoch nicht gelang und im Februar/März 2003 als endgültig gescheitert erklärt wurde.
Bündnis Zukunft der Industrie / Netzwerk Zukunft der Industrie
Im November 2014 riefen der Bundesminister Sigmar Gabriel, der Präsident des Bundesverbandes der deutschen Industrie, Ulrich Grillo, und der damalige 1. Vorsitzende der Industriegewerkschaft Metall, Detlef Wetzel, zur Bildung eines „Bündnisses für die Zukunft der Industrie“ auf. Am 3. März 2015 bildeten daraufhin neun Industrieverbände, drei Gewerkschaften und der DGB sowie der Bundeswirtschaftsminister das Bündnis „Zukunft der Industrie“. Dieses Bündnis „Zukunft der Industrie“ besteht aus insgesamt 15 Partnern. Neben den drei Initiatoren, dem Bundesministerium für Wirtschaft und Energie (BMWi), dem Bundesverband der Deutschen Industrie e. V. (BDI) und der Industriegewerkschaft Metall (IG Metall) sind dies der Verband der Chemischen Industrie (VCI), der Verband der Automobilindustrie (VDA), der Verband Deutscher Maschinen- und Anlagenbau (VDMA), der Zentralverband Elektrotechnik- und Elektronikindustrie (ZVEI), der Hauptverband der Deutschen Bauindustrie (HDB), die Bundesvereinigung der Deutschen Arbeitgeberverbände (BDA), Gesamtmetall, der Bundesarbeitgeberverband Chemie (BAVC) sowie auf Gewerkschaftsseite der Deutsche Gewerkschaftsbund (DGB), die Industriegewerkschaft Bergbau, Chemie, Energie (IG BCE), die Industriegewerkschaft Bauen-Agrar-Umwelt (IG BAU) sowie die Gewerkschaft Nahrung-Genuss-Gaststätten (NGG).
Ziel dieser gemeinsamen, konzertierten Aktion ist es, im Dreiklang aus Politik, Unternehmensverbänden und Gewerkschaften konkrete Verabredungen und prioritäre Maßnahmen zu treffen, um die industrielle Wettbewerbsfähigkeit in Deutschland zu stärken. Ziele und Aufgaben wurden von den Bündnispartnern in einer gemeinsamen Erklärung festgehalten. Zunächst sollen fünf Arbeitsgruppen Handlungsempfehlungen zu den Kernthemen der Industriepolitik erarbeiten. Mit der Gründung des Bündnisses wurde auch vereinbart, künftig ein jährlich fortzuschreibendes Arbeitsprogramm zu entwickeln. In der zweiten Sitzung des Bündnisses am 13. Oktober 2015 wurde das Arbeitsprogramm 2015–2016 für Bündnis und Netzwerk beschlossen. Es trägt den Titel: „Für eine moderne und nachhaltige Industriepolitik in Deutschland“.
Die im Bündnis „Zukunft der Industrie“ beteiligten Industriegewerkschaften und Industrieverbände beschlossen, ein gemeinsames Netzwerk „Zukunft der Industrie“ zu bilden, dass die Arbeit des Bündnisses koordinieren, dessen Beschlüsse umsetzen und Anregungen für die weitere Arbeit des Bündnisses entwickeln soll. Das Netzwerk wurde am 1. Oktober 2015 als Verein gegründet. In ihrem Koalitionsvertrag für die 19. Legislaturperiode beschlossen die Regierungsparteien CDU, CSU und SPD die Fortsetzung des Bündnis „Zukunft der Industrie“, um „wesentliche industriepolitische Belange auch künftig unter Beteiligung von Sozialpartnern, Wissenschaft und Gesellschaft zu erörtern und abzustimmen“. Die Federführung für die Bündnis-Zusammenarbeit mit dem Bundesministerium für Wirtschaft und Energie liegt auf Seiten der beteiligten Verbände beim Bundesverband der Deutschen Industrie (BDI) und auf Seiten der Gewerkschaften bei der Industriegewerkschaft Metall (IG Metall).